# Asiatiska mästerskapet i fotboll för damer 2014
Asiatiska mästerskapet i fotboll för damer 2014, var den 18:e upplagan av mästerskapet, och spelades 14–25 maj 2014 i Vietnam. Vinnaren Japan, tvåan Australien, trean Kina, fyran Sydkorea och femman Thailand kvalificerade sig via mästerskapet till fotbolls-VM 2015 i Kanada.

## Kvalificerade lag
- Australien (direktkvalificerad)
- Myanmar
- Japan (direktkvalificerad)
- Jordanien
- Kina (direktkvalificerad)
- Sydkorea (direktkvalificerad)
- Thailand
- Vietnam (värdnation)

## Gruppspel

### Grupp A
| Nr | Lag        | S | V | O | F | GM | IM | MS  | P |
| -- | ---------- | - | - | - | - | -- | -- | --- | - |
| 1  | Japan      | 3 | 2 | 1 | 0 | 13 | 2  | +11 | 7 |
| 2  | Australien | 3 | 2 | 1 | 0 | 7  | 3  | +4  | 7 |
| 3  | Vietnam    | 3 | 1 | 0 | 2 | 3  | 7  | −4  | 3 |
| 4  | Jordanien  | 3 | 0 | 0 | 3 | 2  | 13 | −11 | 0 |

|             | 14 maj 2014 | Vietnam                                         | 3 – 1           | Jordanien        | Thống Nhất Stadium                                                    |                                                                       |
| 17:15 UTC+7 | 17:15 UTC+7 | Nguyễn Thị Muôn 18′ Lê Thu Thanh Hương 36′, 84′ | (2 – 1) Rapport | 34′ Maysa Jbarah | Ho Chi Minh-staden Publik: 5 000 Domare: Pannipar Kamnueng (Thailand) | Ho Chi Minh-staden Publik: 5 000 Domare: Pannipar Kamnueng (Thailand) |
| 17:15 UTC+7 | 17:15 UTC+7 |                                                 |                 |                  | Ho Chi Minh-staden Publik: 5 000 Domare: Pannipar Kamnueng (Thailand) | Ho Chi Minh-staden Publik: 5 000 Domare: Pannipar Kamnueng (Thailand) |
| 17:15 UTC+7 | 17:15 UTC+7 |                                                 |                 |                  | Ho Chi Minh-staden Publik: 5 000 Domare: Pannipar Kamnueng (Thailand) | Ho Chi Minh-staden Publik: 5 000 Domare: Pannipar Kamnueng (Thailand) |

|             | 14 maj 2014 | Australien                          | 2 – 2           | Japan                                        | Thống Nhất Stadium                                        |                                                           |
| 20:15 UTC+7 | 20:15 UTC+7 | Caitlin Foord 21′ Lisa De Vanna 64′ | (1 – 0) Rapport | 71′ (sjm.) Clare Polkinghorne 84′ Yūki Ōgimi | Ho Chi Minh-staden Publik: 2 000 Domare: Qin Liang (Kina) | Ho Chi Minh-staden Publik: 2 000 Domare: Qin Liang (Kina) |
| 20:15 UTC+7 | 20:15 UTC+7 |                                     |                 |                                              | Ho Chi Minh-staden Publik: 2 000 Domare: Qin Liang (Kina) | Ho Chi Minh-staden Publik: 2 000 Domare: Qin Liang (Kina) |
| 20:15 UTC+7 | 20:15 UTC+7 |                                     |                 |                                              | Ho Chi Minh-staden Publik: 2 000 Domare: Qin Liang (Kina) | Ho Chi Minh-staden Publik: 2 000 Domare: Qin Liang (Kina) |

|             | 16 maj 2014 | Jordanien              | 1 – 3           | Australien                              | Thống Nhất Stadium                                               |                                                                  |
| 17:15 UTC+7 | 17:15 UTC+7 | Stephanie Al-Naber 71′ | (0 – 1) Rapport | 36′, 51′ Kathryn Gill 61′ Katrina Gorry | Ho Chi Minh-staden Publik: 1 200 Domare: Ri Hyang-ok (Nordkorea) | Ho Chi Minh-staden Publik: 1 200 Domare: Ri Hyang-ok (Nordkorea) |
| 17:15 UTC+7 | 17:15 UTC+7 |                        |                 |                                         | Ho Chi Minh-staden Publik: 1 200 Domare: Ri Hyang-ok (Nordkorea) | Ho Chi Minh-staden Publik: 1 200 Domare: Ri Hyang-ok (Nordkorea) |
| 17:15 UTC+7 | 17:15 UTC+7 |                        |                 |                                         | Ho Chi Minh-staden Publik: 1 200 Domare: Ri Hyang-ok (Nordkorea) | Ho Chi Minh-staden Publik: 1 200 Domare: Ri Hyang-ok (Nordkorea) |

|             | 16 maj 2014 | Japan                                                    | 4 – 0           | Vietnam | Thống Nhất Stadium                                                       |                                                                          |
| 20:15 UTC+7 | 20:15 UTC+7 | Nahomi Kawasumi 44′, 87′ Nanase Kiryu 64′ Yūki Ōgimi 84′ | (1 – 0) Rapport |         | Ho Chi Minh-staden Publik: 1 200 Domare: Abirami Apbai Naidu (Singapore) | Ho Chi Minh-staden Publik: 1 200 Domare: Abirami Apbai Naidu (Singapore) |
| 20:15 UTC+7 | 20:15 UTC+7 |                                                          |                 |         | Ho Chi Minh-staden Publik: 1 200 Domare: Abirami Apbai Naidu (Singapore) | Ho Chi Minh-staden Publik: 1 200 Domare: Abirami Apbai Naidu (Singapore) |
| 20:15 UTC+7 | 20:15 UTC+7 |                                                          |                 |         | Ho Chi Minh-staden Publik: 1 200 Domare: Abirami Apbai Naidu (Singapore) | Ho Chi Minh-staden Publik: 1 200 Domare: Abirami Apbai Naidu (Singapore) |

|             | 18 maj 2014 | Vietnam | 0 – 2           | Australien                                 | Thống Nhất Stadium                                                    |                                                                       |
| 19:15 UTC+7 | 19:15 UTC+7 |         | (0 – 1) Rapport | 42′ (sjm.) Lê Thị Thương 90′ Katrina Gorry | Ho Chi Minh-staden Publik: 3 000 Domare: Pannipar Kamnueng (Thailand) | Ho Chi Minh-staden Publik: 3 000 Domare: Pannipar Kamnueng (Thailand) |
| 19:15 UTC+7 | 19:15 UTC+7 |         |                 |                                            | Ho Chi Minh-staden Publik: 3 000 Domare: Pannipar Kamnueng (Thailand) | Ho Chi Minh-staden Publik: 3 000 Domare: Pannipar Kamnueng (Thailand) |
| 19:15 UTC+7 | 19:15 UTC+7 |         |                 |                                            | Ho Chi Minh-staden Publik: 3 000 Domare: Pannipar Kamnueng (Thailand) | Ho Chi Minh-staden Publik: 3 000 Domare: Pannipar Kamnueng (Thailand) |

|             | 18 maj 2014 | Japan | 7 – 0           | Jordanien | Binh Duong Stadium                                             |                                                                |
| 19:15 UTC+7 | 19:15 UTC+7 | Chinatsu Kira 25′, 90+3′ Emi Nakajima 45+1′, 75′ Mizuho Sakaguchi 49′, 81′ Enshirah Al-Hyasat 69′ (sjm.) | (2 – 0) Rapport |           | Binh Duong Publik: 800 Domare: Abirami Apbai Naidu (Singapore) | Binh Duong Publik: 800 Domare: Abirami Apbai Naidu (Singapore) |
| 19:15 UTC+7 | 19:15 UTC+7 | |                 |           | Binh Duong Publik: 800 Domare: Abirami Apbai Naidu (Singapore) | Binh Duong Publik: 800 Domare: Abirami Apbai Naidu (Singapore) |
| 19:15 UTC+7 | 19:15 UTC+7 | |                 |           | Binh Duong Publik: 800 Domare: Abirami Apbai Naidu (Singapore) | Binh Duong Publik: 800 Domare: Abirami Apbai Naidu (Singapore) |

### Grupp B
| Nr | Lag      | S | V | O | F | GM | IM | MS  | P |
| -- | -------- | - | - | - | - | -- | -- | --- | - |
| 1  | Sydkorea | 3 | 2 | 1 | 0 | 16 | 0  | +16 | 7 |
| 2  | Kina     | 3 | 2 | 1 | 0 | 10 | 0  | +10 | 7 |
| 3  | Thailand | 3 | 1 | 0 | 2 | 2  | 12 | −10 | 3 |
| 4  | Myanmar  | 3 | 0 | 0 | 3 | 1  | 17 | −16 | 0 |

|             | 15 maj 2014 | Sydkorea | 12 – 00         | Myanmar | Thống Nhất Stadium                                                |                                                                   |
| 17:15 UTC+7 | 17:15 UTC+7 | Ji So-yun 4′ Park Eun-sun 17′, 43′ Park Hee-young 33′ Jeon Ga-eul 36′, 40′, 63′ Cho So-hyun 45+3′, 61′, 82′ Kwon Hah-nul 58′ Yeo Min-ji 76′ | (7 – 0) Rapport |         | Ho Chi Minh-staden Publik: 300 Domare: Casey Reibelt (Australien) | Ho Chi Minh-staden Publik: 300 Domare: Casey Reibelt (Australien) |
| 17:15 UTC+7 | 17:15 UTC+7 | |                 |         | Ho Chi Minh-staden Publik: 300 Domare: Casey Reibelt (Australien) | Ho Chi Minh-staden Publik: 300 Domare: Casey Reibelt (Australien) |
| 17:15 UTC+7 | 17:15 UTC+7 | |                 |         | Ho Chi Minh-staden Publik: 300 Domare: Casey Reibelt (Australien) | Ho Chi Minh-staden Publik: 300 Domare: Casey Reibelt (Australien) |

|             | 15 maj 2014 | Kina                                                                | 7 – 0           | Thailand | Thống Nhất Stadium                                                |                                                                   |
| 20:15 UTC+7 | 20:15 UTC+7 | Li Dongna 6′ Li Ying 8′ Yang Li 16′, 45+1′, 64′, 90+1′ Xu Yanlu 75′ | (4 – 0) Rapport |          | Ho Chi Minh-staden Publik: 300 Domare: Rita Binti Gani (Malaysia) | Ho Chi Minh-staden Publik: 300 Domare: Rita Binti Gani (Malaysia) |
| 20:15 UTC+7 | 20:15 UTC+7 |                                                                     |                 |          | Ho Chi Minh-staden Publik: 300 Domare: Rita Binti Gani (Malaysia) | Ho Chi Minh-staden Publik: 300 Domare: Rita Binti Gani (Malaysia) |
| 20:15 UTC+7 | 20:15 UTC+7 |                                                                     |                 |          | Ho Chi Minh-staden Publik: 300 Domare: Rita Binti Gani (Malaysia) | Ho Chi Minh-staden Publik: 300 Domare: Rita Binti Gani (Malaysia) |

|             | 17 maj 2014 | Myanmar | 0 – 3           | Kina                                     | Thống Nhất Stadium                                               |                                                                  |
| 17:15 UTC+7 | 17:15 UTC+7 |         | (0 – 1) Rapport | 10′ Ren Guixin 60′ Ma Xiaoxu 87′ Yang Li | Ho Chi Minh-staden Publik: 200 Domare: Sachiko Yamagishi (Japan) | Ho Chi Minh-staden Publik: 200 Domare: Sachiko Yamagishi (Japan) |
| 17:15 UTC+7 | 17:15 UTC+7 |         |                 |                                          | Ho Chi Minh-staden Publik: 200 Domare: Sachiko Yamagishi (Japan) | Ho Chi Minh-staden Publik: 200 Domare: Sachiko Yamagishi (Japan) |
| 17:15 UTC+7 | 17:15 UTC+7 |         |                 |                                          | Ho Chi Minh-staden Publik: 200 Domare: Sachiko Yamagishi (Japan) | Ho Chi Minh-staden Publik: 200 Domare: Sachiko Yamagishi (Japan) |

|             | 17 maj 2014 | Thailand | 0 – 4           | Sydkorea                                | Thống Nhất Stadium                                             |                                                                |
| 20:15 UTC+7 | 20:15 UTC+7 | –        | (0 – 2) Rapport | 11′ Ji So-yun 12′, 47′, 84′Park Eun-sun | Ho Chi Minh-staden Publik: 200 Domare: Cong Thi Dung (Vietnam) | Ho Chi Minh-staden Publik: 200 Domare: Cong Thi Dung (Vietnam) |
| 20:15 UTC+7 | 20:15 UTC+7 |          |                 |                                         | Ho Chi Minh-staden Publik: 200 Domare: Cong Thi Dung (Vietnam) | Ho Chi Minh-staden Publik: 200 Domare: Cong Thi Dung (Vietnam) |
| 20:15 UTC+7 | 20:15 UTC+7 |          |                 |                                         | Ho Chi Minh-staden Publik: 200 Domare: Cong Thi Dung (Vietnam) | Ho Chi Minh-staden Publik: 200 Domare: Cong Thi Dung (Vietnam) |

|             | 19 maj 2014 | Sydkorea | 0 – 0   | Kina | Thống Nhất Stadium                                                |                                                                   |
| 19:15 UTC+7 | 19:15 UTC+7 |          | Rapport |      | Ho Chi Minh-staden Publik: 350 Domare: Casey Reibelt (Australien) | Ho Chi Minh-staden Publik: 350 Domare: Casey Reibelt (Australien) |
| 19:15 UTC+7 | 19:15 UTC+7 |          |         |      | Ho Chi Minh-staden Publik: 350 Domare: Casey Reibelt (Australien) | Ho Chi Minh-staden Publik: 350 Domare: Casey Reibelt (Australien) |
| 19:15 UTC+7 | 19:15 UTC+7 |          |         |      | Ho Chi Minh-staden Publik: 350 Domare: Casey Reibelt (Australien) | Ho Chi Minh-staden Publik: 350 Domare: Casey Reibelt (Australien) |

|             | 19 maj 2014 | Thailand                                    | 2 – 1           | Myanmar          | Binh Duong Stadium                                          |                                                             |
| 19:15 UTC+7 | 19:15 UTC+7 | Kanjana Sungngoen 27′ Sritala Duangnapa 59′ | (1 – 1) Rapport | 45+1′ Yee Yee Oo | Binh Duong Publik: 1 200 Domare: Rita Binti Gani (Malaysia) | Binh Duong Publik: 1 200 Domare: Rita Binti Gani (Malaysia) |
| 19:15 UTC+7 | 19:15 UTC+7 |                                             |                 |                  | Binh Duong Publik: 1 200 Domare: Rita Binti Gani (Malaysia) | Binh Duong Publik: 1 200 Domare: Rita Binti Gani (Malaysia) |
| 19:15 UTC+7 | 19:15 UTC+7 |                                             |                 |                  | Binh Duong Publik: 1 200 Domare: Rita Binti Gani (Malaysia) | Binh Duong Publik: 1 200 Domare: Rita Binti Gani (Malaysia) |

## Slutspel

### Slutspelsträd
|  | Semifinaler  | Semifinaler |   |      | Final      | Final |  |
|  |              |             |   |      |            |       |  |
|  |              |             |   |      |            |       |  |
|  | Japan (e.f.) | 2           |   |      |            |       |  |
|  | Kina         | 1           |   |      |            |       |  |
|  |              |             |   |      |            |       |  |
|  |              |             |   |      |            |       |  |
|  |              |             |   |      | Japan      | 1     |  |
|  |              | Australien  | 0 |      |            |       |  |
|  |              |             |   |      |            |       |  |
|  |              |             |   |      |            |       |  |
|  |              |             |   |      | Bronsmatch |       |  |
|  |              |             |   |      |            |       |  |
|  | Sydkorea     | 1           |   | Kina | 2          |       |  |
|  | Australien   | 2           |   |      | Sydkorea   | 1     |  |

### Match om femteplats
|             | 21 maj 2014 | Vietnam                   | 1 – 2           | Thailand                   | Thống Nhất Stadium                                                  |                                                                     |
| 17:15 UTC+7 | 17:15 UTC+7 | Nguyen Thi Tuyet Dung 86′ | (0 – 0) Rapport | 48′, 65′ Kanjana Sungngoen | Ho Chi Minh-staden Publik: 18 000 Domare: Sachiko Yamagishi (Japan) | Ho Chi Minh-staden Publik: 18 000 Domare: Sachiko Yamagishi (Japan) |
| 17:15 UTC+7 | 17:15 UTC+7 |                           |                 |                            | Ho Chi Minh-staden Publik: 18 000 Domare: Sachiko Yamagishi (Japan) | Ho Chi Minh-staden Publik: 18 000 Domare: Sachiko Yamagishi (Japan) |
| 17:15 UTC+7 | 17:15 UTC+7 |                           |                 |                            | Ho Chi Minh-staden Publik: 18 000 Domare: Sachiko Yamagishi (Japan) | Ho Chi Minh-staden Publik: 18 000 Domare: Sachiko Yamagishi (Japan) |

### Semifinaler
|             | 22 maj 2014 | Japan                                 | 0000 2 – 1 (e.fl.) | Kina          | Thống Nhất Stadium                                                  |                                                                     |
| 17:15 UTC+7 | 17:15 UTC+7 | Homare Sawa 51′ Azusa Iwashimizu 122′ | (0 – 0) Rapport    | 80′ Li Dongna | Ho Chi Minh-staden Publik: 700 Domare: Pannipar Kamnueng (Thailand) | Ho Chi Minh-staden Publik: 700 Domare: Pannipar Kamnueng (Thailand) |
| 17:15 UTC+7 | 17:15 UTC+7 |                                       |                    |               | Ho Chi Minh-staden Publik: 700 Domare: Pannipar Kamnueng (Thailand) | Ho Chi Minh-staden Publik: 700 Domare: Pannipar Kamnueng (Thailand) |
| 17:15 UTC+7 | 17:15 UTC+7 |                                       |                    |               | Ho Chi Minh-staden Publik: 700 Domare: Pannipar Kamnueng (Thailand) | Ho Chi Minh-staden Publik: 700 Domare: Pannipar Kamnueng (Thailand) |

|             | 22 maj 2014 | Sydkorea         | 1 – 2           | Australien                                 | Thống Nhất Stadium                                                |                                                                   |
| 20:45 UTC+7 | 20:45 UTC+7 | Park Eun-sun 53′ | (0 – 0) Rapport | 47′ Katrina Gorry 77′ Elise Kellond-Knight | Ho Chi Minh-staden Publik: 700 Domare: Rita Binti Gani (Malaysia) | Ho Chi Minh-staden Publik: 700 Domare: Rita Binti Gani (Malaysia) |
| 20:45 UTC+7 | 20:45 UTC+7 |                  |                 |                                            | Ho Chi Minh-staden Publik: 700 Domare: Rita Binti Gani (Malaysia) | Ho Chi Minh-staden Publik: 700 Domare: Rita Binti Gani (Malaysia) |
| 20:45 UTC+7 | 20:45 UTC+7 |                  |                 |                                            | Ho Chi Minh-staden Publik: 700 Domare: Rita Binti Gani (Malaysia) | Ho Chi Minh-staden Publik: 700 Domare: Rita Binti Gani (Malaysia) |

### Bronsmatch
|             | 25 maj 2014 | Kina                                 | 2 – 1           | Sydkorea        | Thống Nhất Stadium                                               |                                                                  |
| 16:45 UTC+7 | 16:45 UTC+7 | Park Eun-sun 3′ (sjm.) Yang Li 90+3′ | (1 – 0) Rapport | Yoo Young-a 80′ | Ho Chi Minh-staden Publik: 500 Domare: Sachiko Yamagishi (Japan) | Ho Chi Minh-staden Publik: 500 Domare: Sachiko Yamagishi (Japan) |
| 16:45 UTC+7 | 16:45 UTC+7 |                                      |                 |                 | Ho Chi Minh-staden Publik: 500 Domare: Sachiko Yamagishi (Japan) | Ho Chi Minh-staden Publik: 500 Domare: Sachiko Yamagishi (Japan) |
| 16:45 UTC+7 | 16:45 UTC+7 |                                      |                 |                 | Ho Chi Minh-staden Publik: 500 Domare: Sachiko Yamagishi (Japan) | Ho Chi Minh-staden Publik: 500 Domare: Sachiko Yamagishi (Japan) |

### Final
|             | 25 maj 2014 | Japan                | 1 – 0           | Australien | Thống Nhất Stadium                                         |                                                            |
| 20:15 UTC+7 | 20:15 UTC+7 | Azusa Iwashimizu 28′ | (1 – 0) Rapport |            | Ho Chi Minh-staden Publik: 10 000 Domare: Qin Liang (Kina) | Ho Chi Minh-staden Publik: 10 000 Domare: Qin Liang (Kina) |
| 20:15 UTC+7 | 20:15 UTC+7 |                      |                 |            | Ho Chi Minh-staden Publik: 10 000 Domare: Qin Liang (Kina) | Ho Chi Minh-staden Publik: 10 000 Domare: Qin Liang (Kina) |
| 20:15 UTC+7 | 20:15 UTC+7 |                      |                 |            | Ho Chi Minh-staden Publik: 10 000 Domare: Qin Liang (Kina) | Ho Chi Minh-staden Publik: 10 000 Domare: Qin Liang (Kina) |

## Skytteligan
6 mål
- Yang Li
- Park Eun-sun

3 mål
| - Katrina Gorry - Cho So-hyun | - Jeon Ga-eul | - Kanjana Sung-Ngoen |

2 mål
| - Kate Gill - Li Dongna - Azusa Iwashimizu - Nahomi Kawasumi | - Chinatsu Kira - Emi Nakajima - Mizuho Sakaguchi | - Yūki Ōgimi - Ji So-yun - Lê Thu Thanh Hương |

1 mål
| - Lisa De Vanna - Caitlin Foord - Elise Kellond-Knight - Li Ying - Ma Xiaoxu - Ren Guixin - Xu Yanlu | - Nanase Kiryu - Homare Sawa - Stephanie Al-Naber - Maysa Jbarah - Kwon Hah-nul - Park Hee-young | - Yeo Min-ji - Yoo Young-a - Yee Yee Oo - Sritala Duangnapa - Nguyễn Thị Muôn - Nguyễn Thị Tuyết Dung |

Självmål
| - Clare Polkinghorne (mot Japan) - Enshirah Alhyasat (mot Japan) | - Park Eun-sun (mot Kina) | - Lê Thị Thương (mot Australien) |